# Alexkhomyakovita
L'alexkhomyakovita és un mineral aprovat l'any 2015 del qual se'n té poca informació.

## Característiques
L'alexkhomyakovita és un carbonat de fórmula química K₆(Ca₂Na)(CO₃)₅Cl(H₂O)₆. Cristal·litza en el sistema hexagonal.